# Ubogie Siostry Świętej Klary
Ubogie Siostry Świętej Klary (Zakon Świętej Klary – Ordo Sanctae Clarae – OSC) – na początku nazywane damianitkami (nazwa od pierwszego klasztoru San Damiano w Asyżu), a po śmierci św. Klary klaryskami (od imienia św. Klary) – kontemplacyjne mniszki klauzurowe drugiego zakonu franciszkańskiego, założonego w roku 1212 w Asyżu przez św. Franciszka; św. Klarze przypada rola współzałożycielki zakonu.
Nazwa „ubogie siostry” pochodzi od św. Klary, która w ten sposób nazywała swoją rodzinę zakonną, podkreślając w niej wspólnotę siostrzaną (braterską) i najwyższe ubóstwo, które charakteryzują styl życia ewangelicznego. W jej zamyśle było pragnienie oddania w nazwie, na sposób kobiecy, wyrażenia „bracia mniejsi”, które św. Franciszek wybrał dla swojego (pierwszego) zakonu.
Według statystyk z dnia 31 grudnia 2009, opublikowanych przez Stolicę Apostolską, ubogie siostry św. Klary mają w świecie 549 klasztorów, w których żyje 7171 mniszek. Główny klasztor zakonu, zwany Protomonasterem, znajduje się w Asyżu.

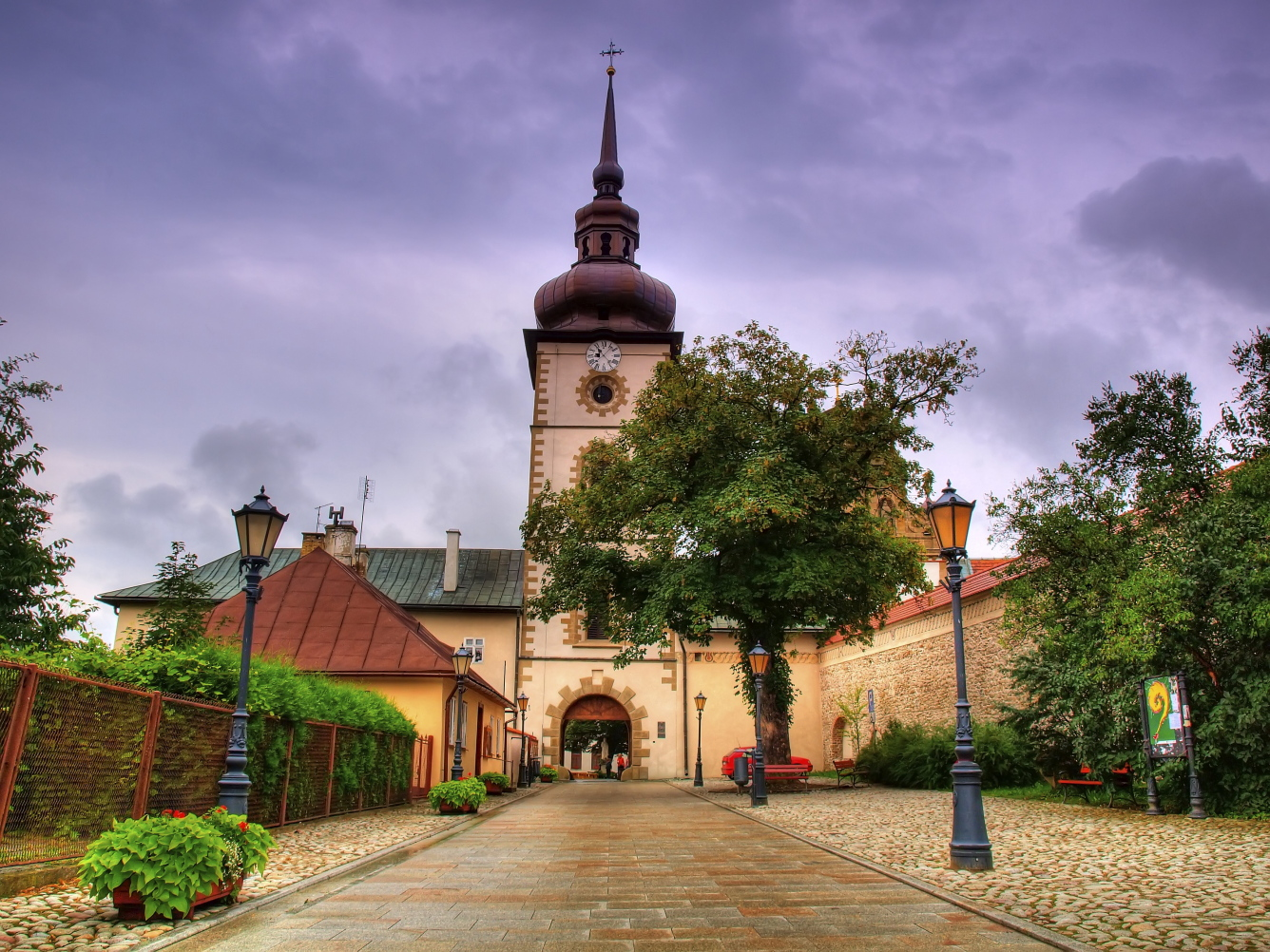
Klasztor w Starym Sączu

## Klasztory w Polsce
Do Polski zakon został sprowadzony przez bł. Salomeę (1212–1268), córkę Leszka Białego, księcia krakowskiego. Siostry zamieszkały w Zawichoście, a później w Skale, skąd w roku 1316 przeniosły się do Krakowa.
Kolejne fundacje powstały: w 1280 roku w Starym Sączu z inicjatywy świętej Kingi i w 1283 roku w Gnieźnie z inicjatywy bł. Jolenty. W XVII w. powstały klasztory klarysek w Śremie, Kaliszu, Chęcinach i Zamościu. Prowadził zakon klarysek starosądeckich również akcje osadnicze w Pieninach nad Dunajcem od pierwszej połowy XIV w. Najstarsze dokumenty pochodzące z lat trzydziestych XIII w określają Nowatorszczyznę jako „territorium Ludemy”, dokument cysterski z ok. 1234. Dokumenty te mówią o prawie sprowadzania na Podhale Niemców według wzorów śląskich, dokument Henryka Brodatego z 1234, będący jednocześnie najwcześniejszym w Małopolsce przywilejem prawa niemieckiego.
Kasatę zakonów kontemplacyjnych, dokonaną przez zaborców w XVIII wieku, przetrwały klasztory w Krakowie i Starym Sączu.
W ostatnich latach klaryski założyły nowe fundacje: w 1986 roku w Miedniewicach, a w 1995 roku w Zamościu. Najmłodszymi klasztorami polskich klarysek są: Saltpond (Ghana) w 1990 roku i Skaryszew (koło Radomia) w 1997 roku klaryski z Polski modlą się również w Dingolfing w Niemczech.
W Polsce domy zakonne znajdują się w Starym Sączu, Krakowie, Miedniewicach, Sitańcu k. Zamościa, Skaryszewie i Sandomierzu. We wszystkich domach mniszki żyją według Reguły Urbana IV (1263).
Aktualnie jedyny i autonomiczny (niezależny od żadnego innego klasztoru) klasztor ubogich sióstr św. Klary w Polsce, pw. Świętej Matki Klary, znajduje się w Kaliszu. W genealogii klarysek polskich umiejscawia się on w klasztorze krakowskim z XIV w., a pod koniec XX w. w Międzyrzeczu (1979), w województwie lubuskim (dawniej: wielkopolskim), skąd wszystkie siostry przeniosły się do Kalisza. Jego odrębność i niezależność od klasztoru krakowskiego, choć wydawał się jego fundacją, polega na odcięciu się od Reguły Urbana IV (1263), którą przez stulecia żyją klaryski krakowskie, i przyjęciu pierwotnej Reguły św. Klary, zatwierdzonej przez Innocentego IV (1253).
W 1988 klaryski z Międzyrzecza przeniosły się do Kalisza, niosąc w sobie myśl Soboru Watykańskiego II o „powrocie do źródeł”. 11 sierpnia 1995 klasztor kaliski został kanonicznie erygowany przez bp. Stanisława Napierałę, biskupa kaliskiego, zamknięto w nim klauzurę papieską, a mniszki w myśl pisma Stolicy Apostolskiej przyjęły Regułę św. Klary i Konstytucje Generalne Ubogich Sióstr Świętej Klary (1988). 4 września 2001 przywdziały strój zakonny, jaki noszą klaryski w protomonasterze w Asyżu, i odnowiły śluby zakonne według formy właściwej regule klariańskiej.
Od 2002-2023 ubogie siostry św. Klary w Kaliszu były pod jurysdykcją ministra generalnego zakonu braci mniejszych, a w jego imieniu siostrami opiekował się minister prowincjalny poznańskiej Prowincji św. Franciszka Zakonu Braci Mniejszych.

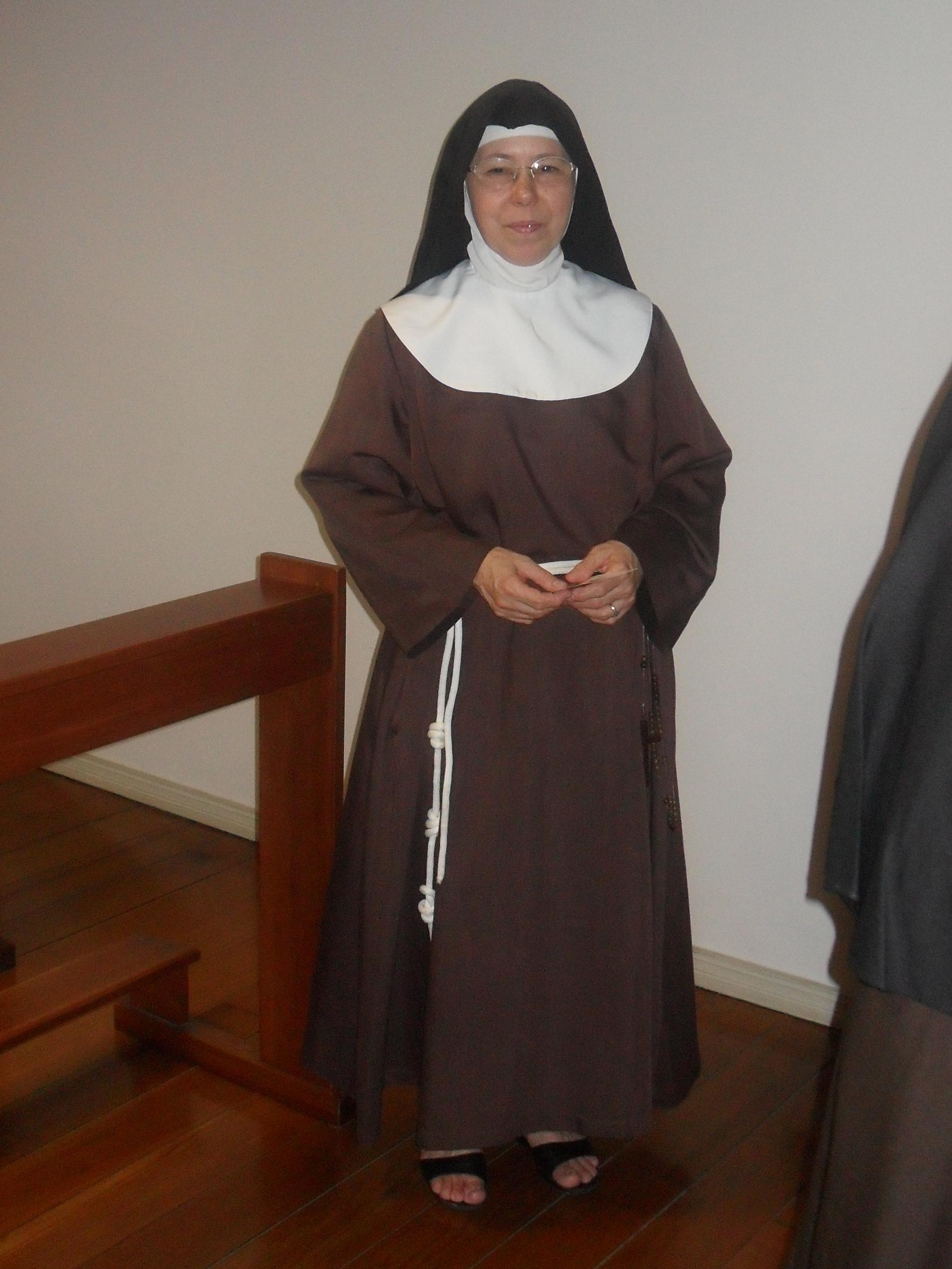
Klaryska w habicie ubogich sióstr św. Klary.

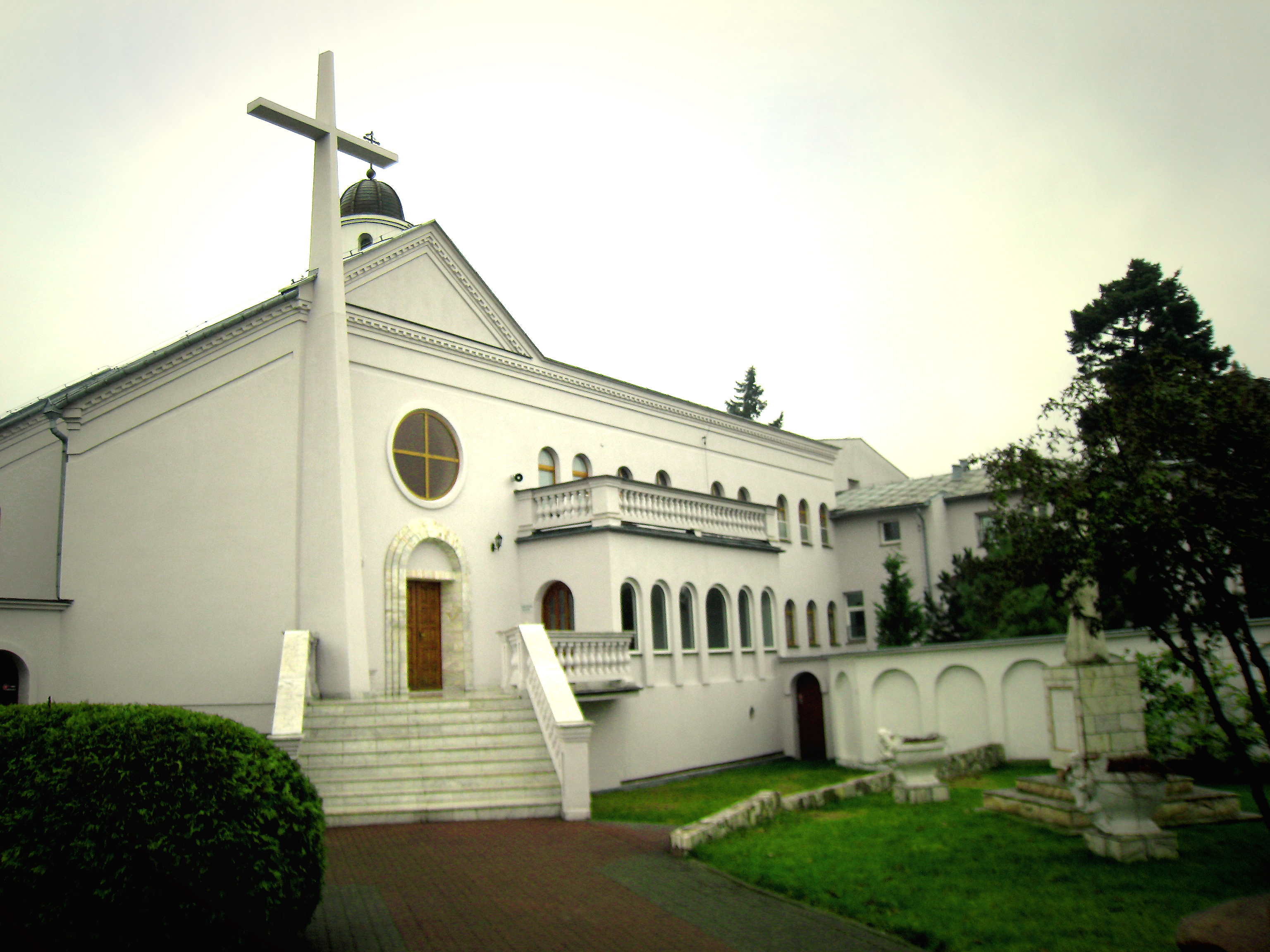
Kościół i klasztor ubogich sióstr św. Klary w Kaliszu.

## Matka ksieni
1. S.M. Stanisława Golec (1995–2000)
2. S.M. Elżbieta Beata Raszczyk (2000–2015)

## Święte ubogie siostry
1. bł. Helena Enselmini (+1231)
2. św. Agnieszka z Asyżu (+1253)
3. św. Agnieszka z Pragi (+1282)
4. św. Katarzyna z Bolonii (+1463)
5. św. Baptysta Kamila Varano (+1524)